# Danny Murphy (acteur)
Pour les articles homonymes, voir Murphy.
Ne pas confondre avec le footballeur anglais Danny Murphy.
Danny Murphy (né le 20 août 1955 à Boston, Massachusetts et mort le 8 août 2014 en Floride) est un acteur américain. 
Resté tétraplégique après un accident survenu en 1974, il entame une carrière d'acteur à l'âge de 40 ans. Il est connu pour ses rôles dans Mary à tout prix et Fous d'Irène des frères Farrelly.

## Biographie

### Jeunesse
Danny Murphy grandit dans le quartier de Jamaica Plain. Il est scolarisé à la Boston Latin School, où il pratique le golf et le hockey. Après sa première année d'études au Stonehill College (en), il passe ses vacances sur la presqu'île de Cap Cod et est employé par le country club de New Seabury. Durant un jour de congé, il se rend par bateau sur l'île de Martha's Vineyard avec des amis, dont Peter Farrelly. À Oak Bluffs, Murphy se brise la nuque en plongeant. Il souffre de lésions de la moelle épinière qui entraînent sa paralysie des pieds à la taille. Hospitalisé durant neuf mois au Massachusetts General Hospital, il est ensuite admis dans un centre de réadaptation,. 

### Carrière
Après avoir obtenu son diplôme de justice pénale, Danny Murphy passe son permis de conduire, se marie et trouve un emploi. Il s'établit en Floride et vend du matériel d'accessibilité aux entreprises voulant se mettre en conformité avec la loi Americans with Disabilities Act,.
Invité par Peter et Bobby Farrelly à la première du film Dumb and Dumber sur la côte est des États-Unis, il reproche à son ami cinéaste de ne pas avoir inclus un personnage en fauteuil roulant dans la distribution,. Farrelly se rattrape à l'occasion de son film suivant, Kingpin, et offre le rôle à Danny Murphy. Celui-ci fait ses débuts au cinéma à l'âge de 40 ans, aux côtés de Bill Murray et Woody Harrelson. Il décide de poursuivre une carrière d'acteur. Murphy s'installe à Los Angeles et prend des cours d'art dramatique. Il joue dans les films suivants des frères Farrelly, dont Mary à tout prix (There's Something About Mary) et Fous d'Irène (Me, Myself & Irene). Dans la comédie romantique Trop, c'est trop ! (Say It Isn't So), il interprète un personnage valide souffrant de troubles mentaux. Murphy tient également des rôles au théâtre et à la télévision. 

### Engagements
Au cours des années 1990, après s'être installé en Floride, Danny Murphy commence à militer pour la défense des droits des personnes handicapées. Il devient ensuite vice-président du Screen Actors Guild Performers With Disabilities Committee, un syndicat de comédiens, qui milite pour faire obtenir plus de rôles aux handicapés. Selon l'acteur : « Les personnes handicapées représentent la plus importante minorité des États-Unis, mais on leur confie moins de 1 % des rôles parlants au cinéma et à la télévision. C'est ridicule. » (« People with disabilities are the largest minority in the US, but in speaking roles [in film and television] they’re half of 1 percent. It’s ridiculous. »).
Il co-fonde la compagnie de théâtre Blue Zone Productions, dont les acteurs sont handicapés.

## Vie personnelle
Danny Murphy est le fils d'un Procureur de district. Après avoir passé dix ans en Californie, il retourne vivre en Floride en 2011. En 2013, son médecin diagnostique un cancer. Il meurt le 8 août 2014, à l'âge de 58 ans.

## Filmographie

### Cinéma
- 1996 : Kingpin
- 1998 : Mary à tout prix (There's Something About Mary)
- 2000 : Fous d'Irène (Me, Myself & Irene)
- 2001 : Osmosis Jones
- 2001 : Trop, c'est trop ! (Say It Isn't So)
- 2003 : Deux en un (Stuck on You) : Dicky
- 2005 : Terrain d'entente (Fever Pitch)
- 2011 : Bon à tirer (BAT) (Hall Pass) : Boshane
- 2014 : Dumb and Dumber To : Joystick Victim
- 2015 : My Next Breath (en production)

### Télévision
- 2003 : Fastlane
- 2005 : Wanted
- 2008 : Unhitched (en) : Herb